# Marius Bar
Marius Bar (15. dubna 1862, Marseille - 23. srpna 1930, Toulon ) byl francouzský fotograf.

## Životopis
Marius Bar byl žákem Pélissiera a Liny Bonnotové. Kdysi byl spojován s fotografem Paulem Couadou.
Celý jeho život bylo jejím oblíbeným tématem město Toulon a vše, co se ho týkalo : krajiny, moře, scény každodenního života nebo lodě v přístavu.
Během své kariéry byl přítelem nebo se setkal s mnoha umělci, jako byli například: Victor Gensolen, Paulin Bertrand, básníci François Armagnin a Théodore Botrel nebo spisovatel Jean Aicard.

## Galerie

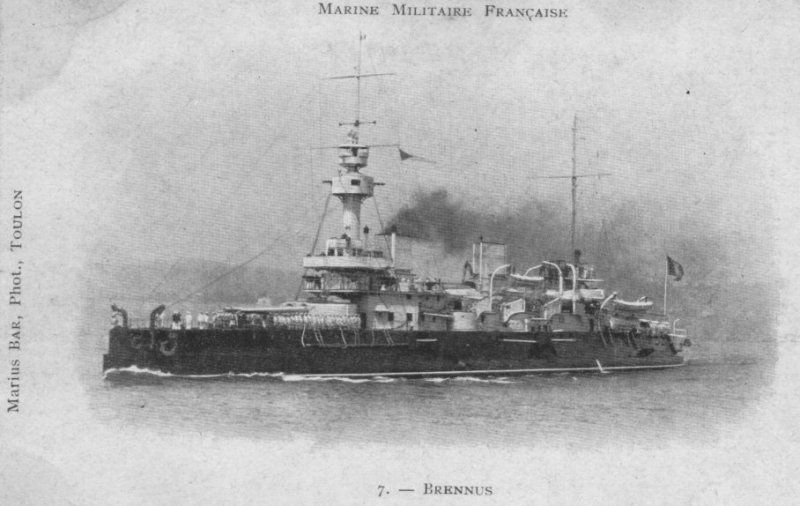
Bitevní loď Brennus
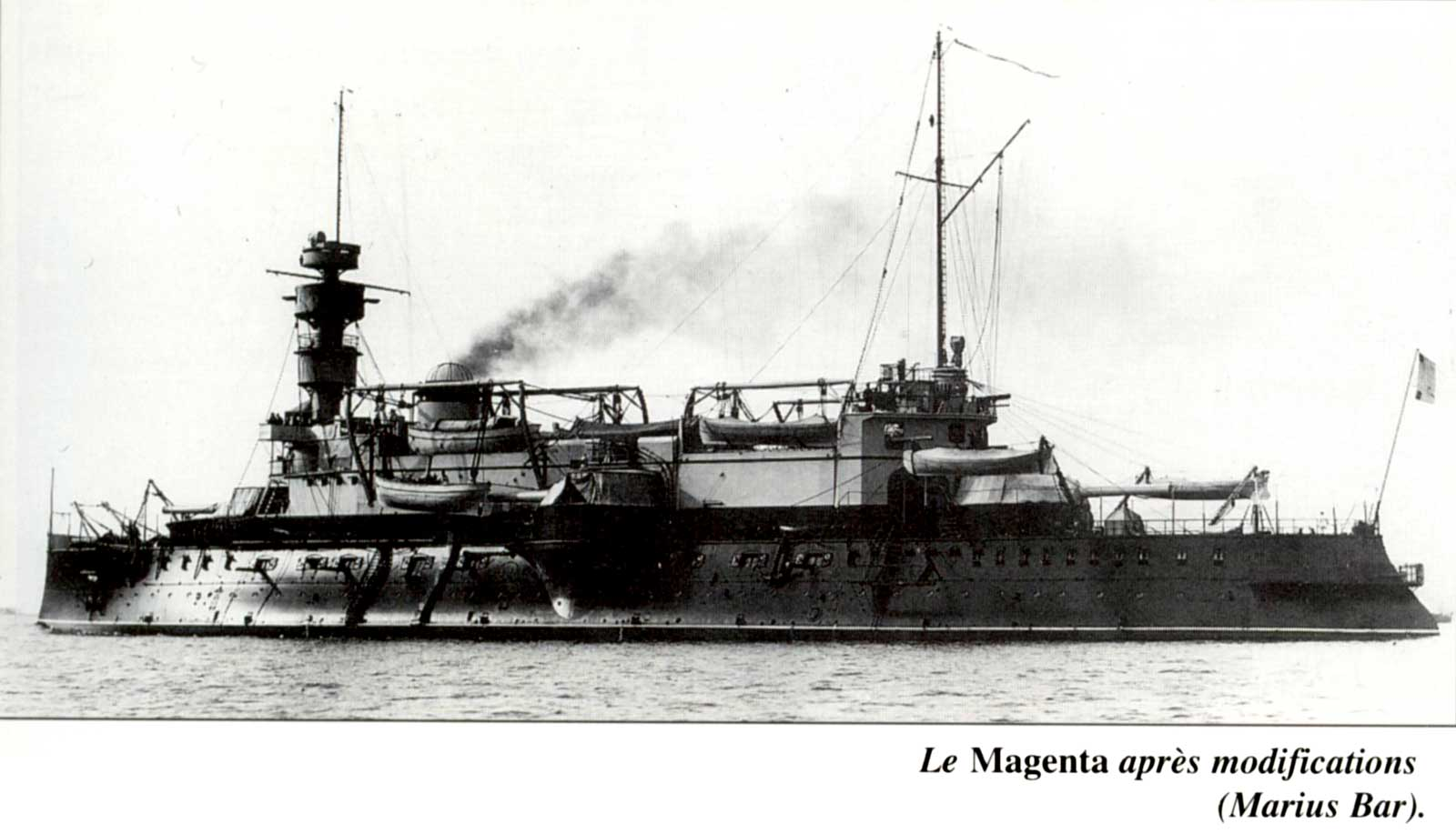
Bitevní loď Magenta
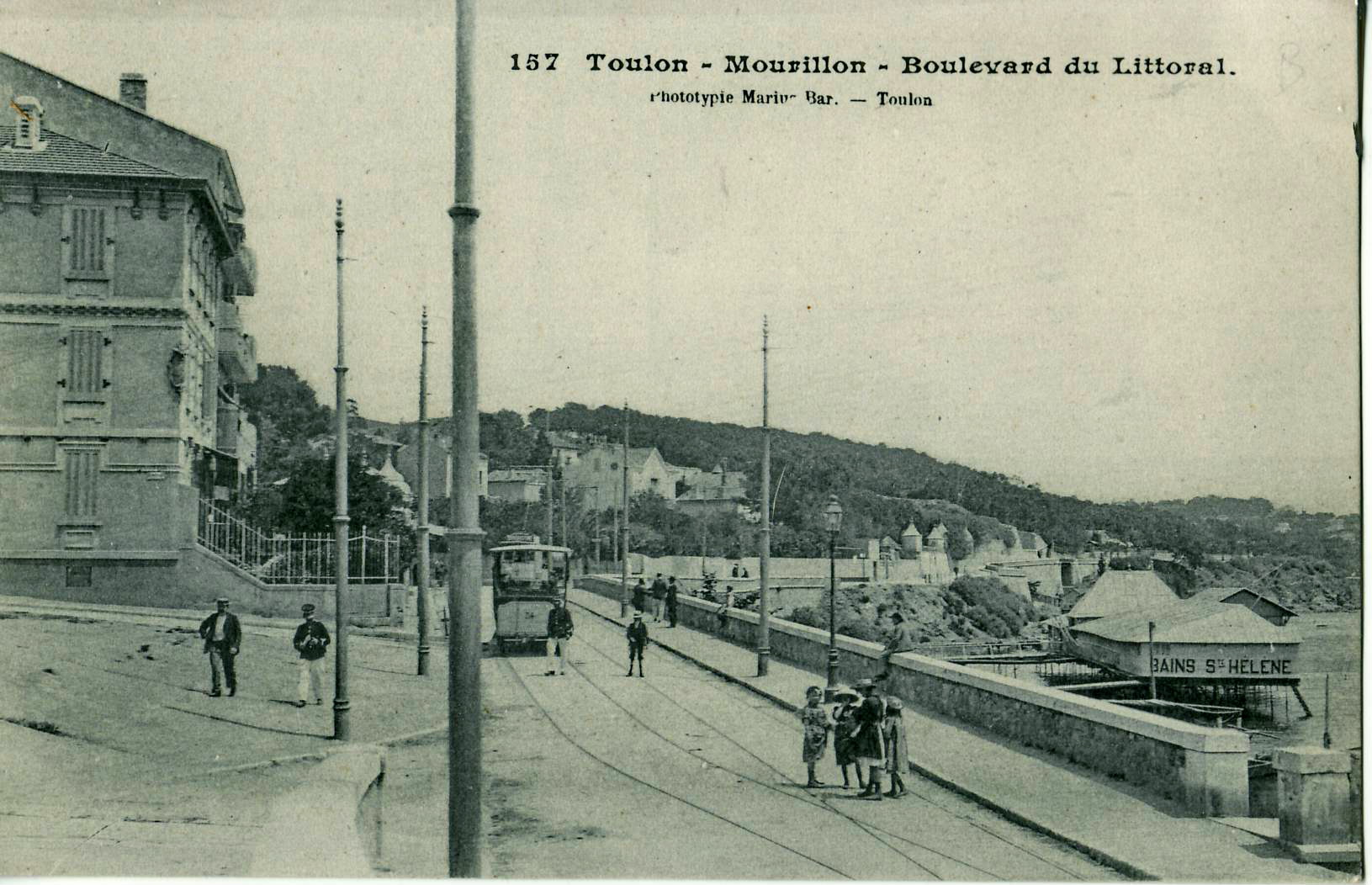
Toulon, Mourillon, Boulevard du Littoral
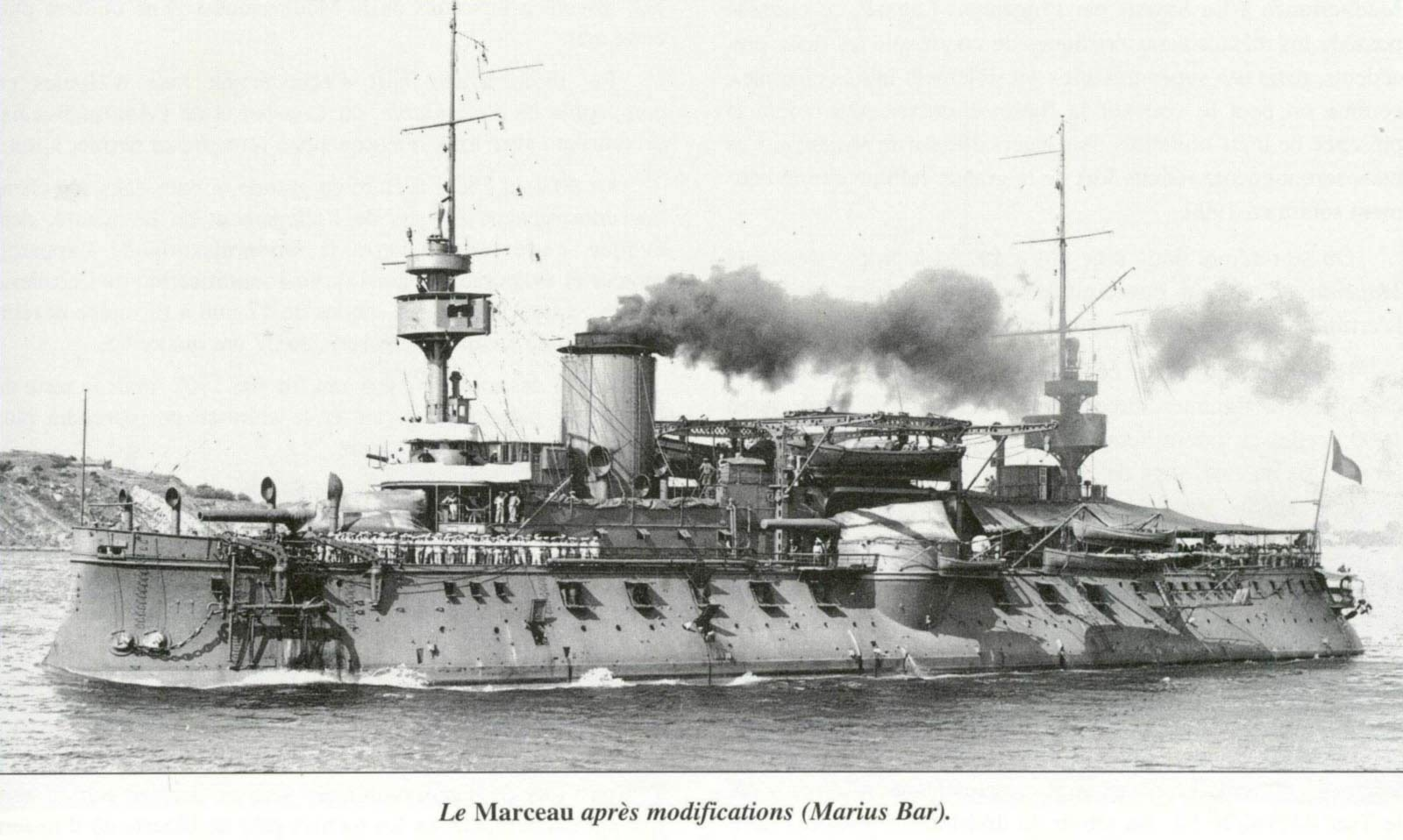
Bitevní loď Marceau
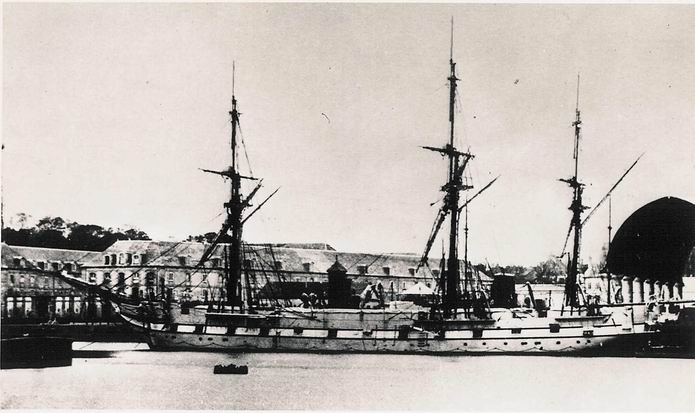
Assas
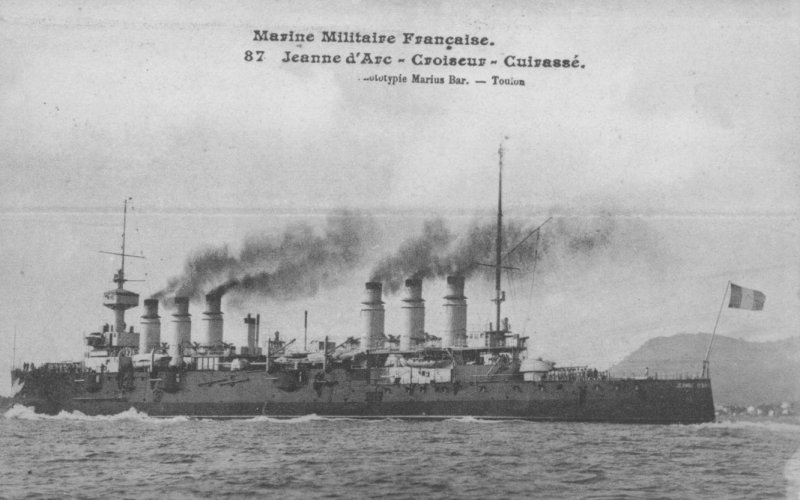
Obrněný křižník Jeanne d'Arc (1899)
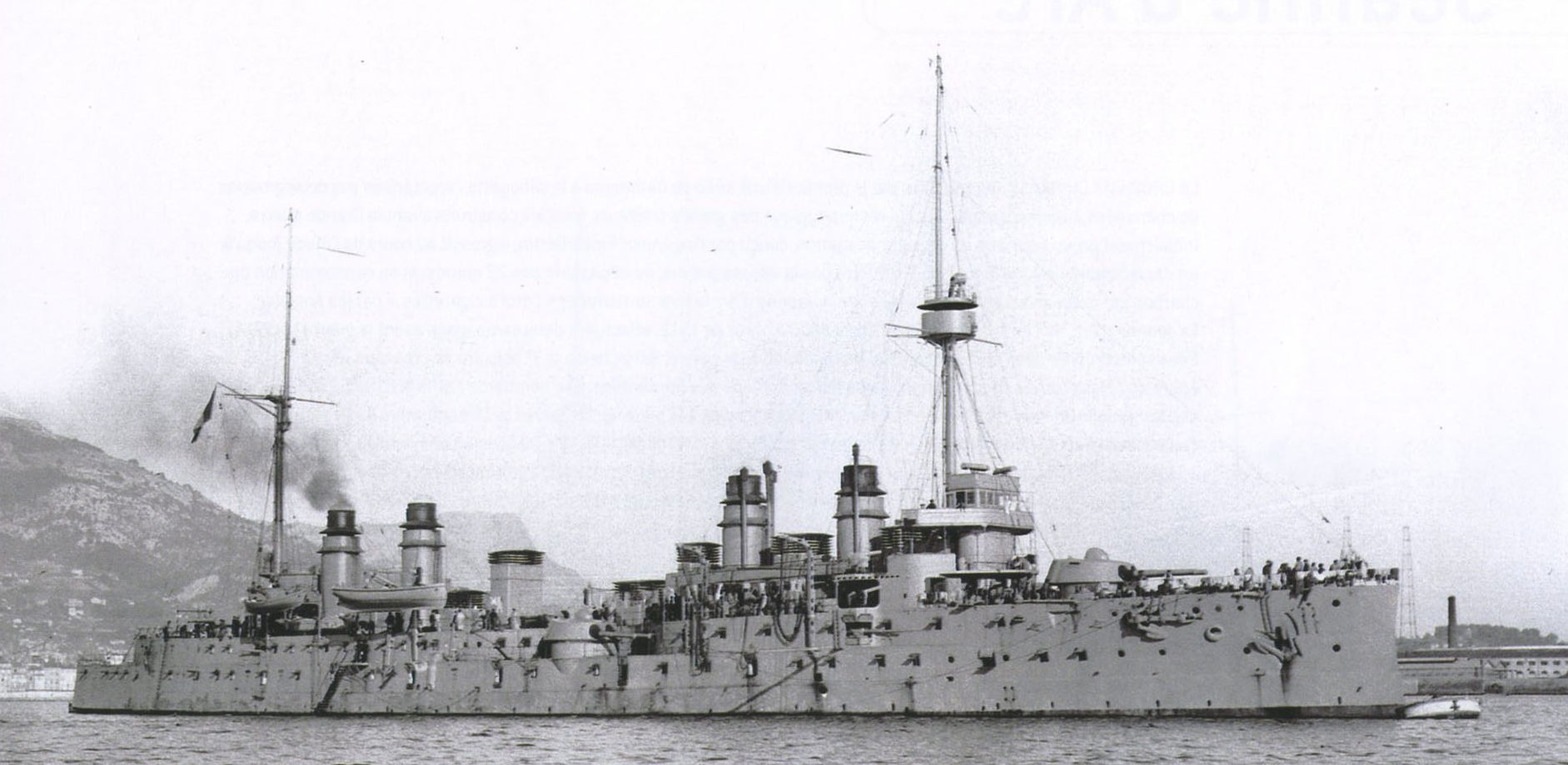
Obrněný křižník Dupleix
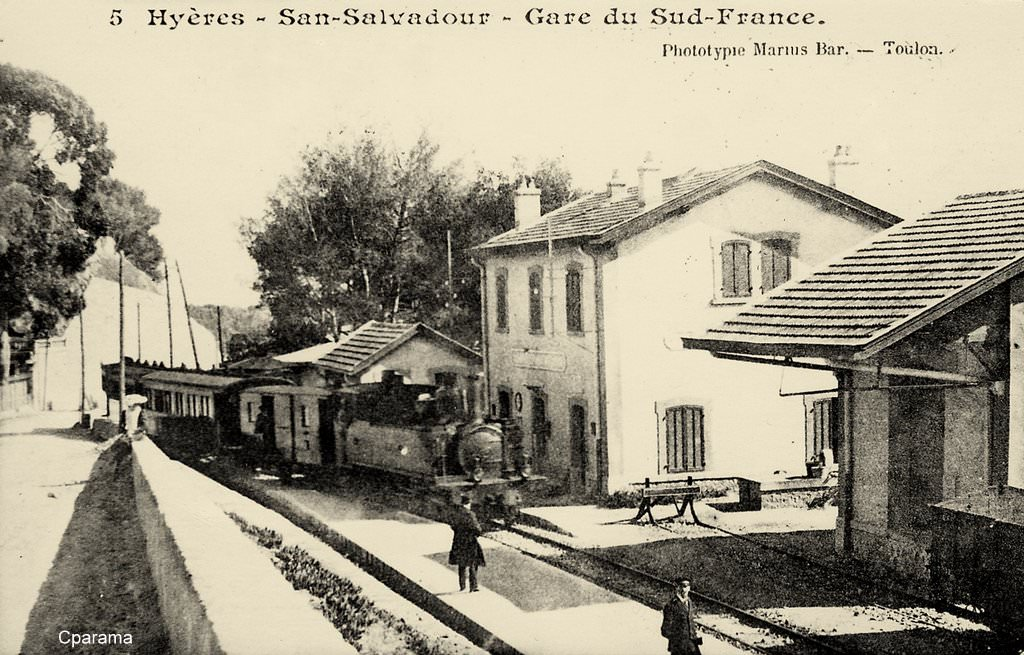
Gare de Hyères San Salvadour